# Abdij van Bélian

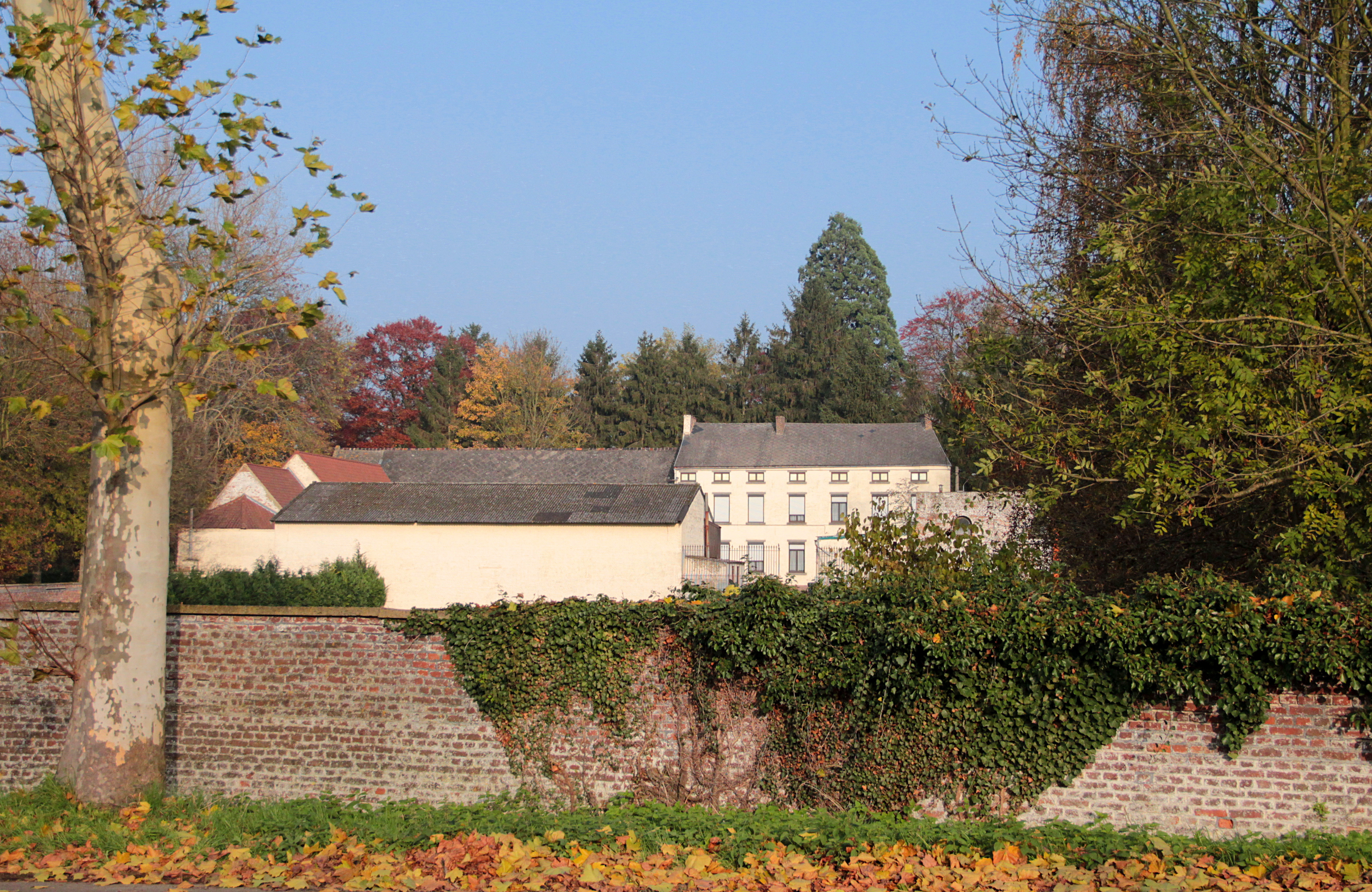
Abdij van Bélian

De Abdij van Bélian (ook: Monastère de Bethléem) was een abdij in de tot de Henegouwse gemeente Bergen behorende plaats Mesvin.
Deze abdij werd gesticht in 1244 door Wauthier Harduin, die kanunnik was aan de Sint-Waltrudiskerk van Bergen. De daar verblijvende zusters waren augustinessen. De abdij was afhankelijk van de Abdij van Sint-Victor te Parijs.
De abdij was gelegen aan de Chaussée Brunehaut. Ze werd vaak verwoest door de troepen die Bergen belegerden. In Bergen bevond zich een refugiehuis voor de zusters. De Franse Revolutie betekende het einde voor de abdij. In 1798-1800 werden de bezittingen openbaar verkocht. Ze kwamen in bezit van de familie Gantois die het gebruikte als buitenverblijf en er een brouwerij en destilleerderij in vestigde. Daarna kwam het complex in bezit van diverse andere particulieren.